# パンツ
パンツ（pants）は
1. ズボン[1]を指す。イギリスではズボンは通常「trousers」であるが、アメリカの影響で「pants」も用いられる。アメリカ合衆国ではズボンは通常「pants」であり、堅い言い方として「trousers」も用いられる。明治時代には「洋袴（ずぼん）」とも表記された。
2. 下半身に穿く短い肌着[1]（ショーツ、パンティー、ブリーフ、ボクサーブリーフ、トランクスなど）を指す。イギリスではこちらの用法が主流である[2]が、アメリカ合衆国でも女子用・女児用のものを特に「panties」と呼ぶ。本項目ではこちらを詳述する。なお英語圏の男女を問わない表現は「underwear」。

上記2つの意味で使われるため、どちらの意味で使われているかは文脈などから判断しなければならない。日本語においては、ズボンを「パンツ」（/pant͡sɯ/, 平板型アクセント）、下着を「パンツ」（/paꜜnt͡sɯ̥/, 頭高型アクセント）と発音して区別したり、下着のパンツを特に「アンダーパンツ」と発音したりする（各太字はアクセント核）。

## 見せパン
他人に見られることを前提にした下着を「見せパン」と呼ぶ。ローライズのジーンズなどと合わせて、ファッションとして穿くことが若年層の男女の間で流行している。多くはフリルが付いていたり、ゴムの部分にブランド名が目立つようにプリントされているなど、見られる事を前提にした装飾性のあるデザインになっている。それに関連して、同様に見られることを前提にしたブラジャーである「見せブラ」も存在する。性別問わず、ブリーフで、（子供向けアニメなどでない）ファッショナブルなイラストがプリントされた物も見せパンと呼ぶことがある。

## 日本における「パンツ（下着）」の意味
日本では、1970年代までは女性の下着を指す言葉として「パンティー」が一般的であったが、1980年代後半ぐらいから男女・年齢の区別なく使われる「パンツ」が広く用いられるようになった。日本の下着業界では、女性用・女児用を「ショーツ」と呼称している。（※英語で「shorts」といえば半ズボンの意味になるので注意。）なお、子供用については男児用は「パンツ」、女児用は「パンツ」または「ショーツ」と呼ばれる。